# I'm a Believer
I'm a Believer är en låt skriven av Neil Diamond och ursprungligen inspelad av The Monkees år 1966. Den 31 december 1966 tog den sig upp till förstaplatsen på Billboardlistan, där den stannade i sju veckor. Tidigt 1967 nådde låten Europa där den blev singeletta i åtskilliga länder. Det blev den bäst säljande singeln under 1967. Singeln producerades av Jeff Barry.
Åtskilliga coverversioner har spelats in.

## Coverversioner
- The Fifth Estate tolkade låten 1967.
- The Four Tops gjorde en cover samma år.
- Även Neil Diamond spelade in låten 1967. Han har senare spelat in fler versioner av den.
- Robert Wyatt tolkade låten på sitt album His Greatest Misses 1974.
- I filmen Shrek från 2001 tolkas låten både av Smash Mouth och av skådespelaren Eddie Murphy. Båda versionerna finns med på filmens soundtrack-skiva.
- Weezer tolkar låten i filmen Shrek - Nu och för alltid.

## Listplaceringar
| Lista (1966-1967) | Position              |
| ----------------- | --------------------- |
| Australien        | 2 ("Go Set")          |
| Danmark           | 1 (DR "Top 20")       |
| Finland           | 1                     |
| Flandern          | 1                     |
| Frankrike         | 22                    |
| Irland            | 1                     |
| Kanada            | 1 (RPM)               |
| Norge             | 1 (VG-lista)          |
| Nya Zeeland       | 1 (NZ Listner)        |
| Spanien           | 3                     |
| Storbritannien    | 1                     |
| Sverige           | 1 (Kvällstoppen)      |
| Sverige           | 1 (Tio i topp)        |
| USA               | 1 (Billboard Hot 100) |
| Vallonien         | 3                     |
| Västtyskland      | 1                     |
| Österrike         | 1                     |